# Bénédicte Toumpsin
Bénédicte Toumpsin (1988) is een Belgisch golfster uit Sombreffe.

## Amateur
Toumpsin is lid van de Golf de Rigenée. Al op 13-jarige leeftijd maakte zij deel uit van de Belgische selectie. Na een succesvol jaar in 2005 studeerde zij van 2006 tot en met 2010 aan de Universiteit van South Caroline en ging als amateur eind 2010 naar de Tourschool. Ze bereikte de finale die in Cartagena werd gespeeld en eindigde daar op de 18de plaats. In 2011 speelde ze als enige Belgische speelster met een volle kaart op de Ladies European Tour spelen. 

### Gewonnen

#### 2005
- Belgian Masters
- International Junior Ladies of Sweden
- Consolation Cup of the Spanish Lady Junior International Championship
- Federal Tour of Belgium

### Teams
- Junior Solheim Cup: 2005
- Nation's Cup: 2005 (winnaars)
- Sherry Cup: 2005, 2006

## Professional
Direct na het behalen van haar tourkaart werd Toumpsin professional. Ze maakte in 2011 haar debuut bij het Terre Blanche Ladies Open en behaalde een 10de plaats met 71-74, daarna werd het toernooi wegens het slechte weer afgelast.